# Équipe de Bahreïn masculine de handball au Championnat du monde 2021
Cet article relate le parcours de l'équipe de Bahreïn masculine de handball lors du Championnat du monde 2021 qui a lieu en Égypte en janvier 2021. Il s'agit de la 4e participation du Bahreïn aux Championnats du monde

## Présentation

### Qualification
En arrivant 4e du Championnat d'Asie masculin de handball 2020, le Bahreïn obtient sa qualification pour le Championnat du monde 2021.

## Résultats

### Tour préliminaire
Le Bahreïn évolue dans le groupe D.
|   | Équipe    | Pts | J | G | N | P | Bp  | Bc  | Diff |
| - | --------- | --- | - | - | - | - | --- | --- | ---- |
| 1 | Danemark  | 6   | 3 | 3 | 0 | 0 | 104 | 59  | 45   |
| 2 | Argentine | 4   | 3 | 2 | 0 | 1 | 72  | 74  | -2   |
| 3 | Bahreïn   | 2   | 3 | 1 | 0 | 2 | 75  | 85  | -10  |
| 4 | RD Congo  | 0   | 3 | 0 | 0 | 3 | 68  | 101 | -33  |

| 15 janvier 2021 21h30 | Danemark          | 34 – 20   | Bahreïn         | Cairo Stadium Sports Hall (en), Le Caire Arbitrage : Arthur Brunner et Morad Salah |
| 15 janvier 2021 21h30 | Mathias Gidsel 10 | (19 – 10) | Mohamed Ahmed 8 | Cairo Stadium Sports Hall (en), Le Caire Arbitrage : Arthur Brunner et Morad Salah |
| 15 janvier 2021 21h30 | ×5                | Rapport   | ×1 ×4           | Cairo Stadium Sports Hall (en), Le Caire Arbitrage : Arthur Brunner et Morad Salah |

| 17 janvier 2021 19h00 | Argentine          | 24 – 21   | Bahreïn         | Cairo Stadium Sports Hall (en), Le Caire Arbitrage : Robert Schulze et Tobias Tönnies |
| 17 janvier 2021 19h00 | Federico Pizarro 6 | (12 – 10) | Mohamed Ahmed 5 | Cairo Stadium Sports Hall (en), Le Caire Arbitrage : Robert Schulze et Tobias Tönnies |
| 17 janvier 2021 19h00 | ×1                 | Rapport   | ×3 ×6           | Cairo Stadium Sports Hall (en), Le Caire Arbitrage : Robert Schulze et Tobias Tönnies |

| 19 janvier 2021 19h00 | Bahreïn            | 34 – 27   | RD Congo                  | Cairo Stadium Sports Hall (en), Le Caire Arbitrage : Lars Jørum et Håvard Kleven (no) |
| 19 janvier 2021 19h00 | Husain Al-Sayyad 9 | (14 – 12) | Johan Kiangebeni Kawola 6 | Cairo Stadium Sports Hall (en), Le Caire Arbitrage : Lars Jørum et Håvard Kleven (no) |
| 19 janvier 2021 19h00 | ×1 ×7              | Rapport   | ×1 ×4                     | Cairo Stadium Sports Hall (en), Le Caire Arbitrage : Lars Jørum et Håvard Kleven (no) |

### Tour principal
|   | Équipe    | Pts | J | G | N | P | Bp  | Bc  | Diff | Dép  |
| - | --------- | --- | - | - | - | - | --- | --- | ---- | ---- |
| 1 | Danemark  | 10  | 5 | 5 | 0 | 0 | 169 | 116 | 53   | —    |
| 2 | Qatar     | 6   | 5 | 3 | 0 | 2 | 132 | 135 | -3   | 2 p. |
| 3 | Argentine | 6   | 5 | 3 | 0 | 2 | 120 | 121 | -1   | 0 p. |
| 4 | Croatie   | 5   | 5 | 2 | 1 | 2 | 128 | 132 | -4   | —    |
| 5 | Japon     | 3   | 5 | 1 | 1 | 3 | 138 | 147 | -9   | —    |
| 6 | Bahreïn   | 0   | 5 | 0 | 0 | 5 | 107 | 143 | -36  | —    |

| 21 janvier 2021 19h00 | Croatie         | 28 – 18  | Bahreïn            | Cairo Stadium Sports Hall (en), Le Caire Arbitrage : Charlotte et Julie Bonaventura |
| 21 janvier 2021 19h00 | Zlatko Horvat 8 | (13 – 8) | Ahmed, Al-Sayyad 6 | Cairo Stadium Sports Hall (en), Le Caire Arbitrage : Charlotte et Julie Bonaventura |
| 21 janvier 2021 19h00 | ×2              | Rapport  | ×1 ×3              | Cairo Stadium Sports Hall (en), Le Caire Arbitrage : Charlotte et Julie Bonaventura |

| 23 janvier 2021 16h30 | Qatar           | 28 – 23   | Bahreïn          | Cairo Stadium Sports Hall (en), Le Caire Arbitrage : Igancio Garcia et Andreu Marin |
| 23 janvier 2021 16h30 | Rafael Capote 9 | (13 – 14) | Mohammed Ahmed 5 | Cairo Stadium Sports Hall (en), Le Caire Arbitrage : Igancio Garcia et Andreu Marin |
| 23 janvier 2021 16h30 | Rapport         |           |                  | Cairo Stadium Sports Hall (en), Le Caire Arbitrage : Igancio Garcia et Andreu Marin |

## Statistiques et récompenses

### Buteurs
| Rang  | Joueur             | Tot. | Tirs | %     | MJ | Moy. |
| ----- | ------------------ | ---- | ---- | ----- | -- | ---- |
| 1     | Mohamed Ahmed      | 34   | 46   | 74 %  | 6  | 5,7  |
| 2     | Husain Al-Sayyad   | 26   | 59   | 44 %  | 6  | 4,3  |
| 3     | Mahdi Saad         | 13   | 22   | 59 %  | 6  | 2,2  |
| 4     | Komail Mahfoodh    | 13   | 30   | 43 %  | 6  | 2,2  |
| 5     | Ahmed Fadhul       | 11   | 16   | 69 %  | 6  | 1,8  |
| 6     | Ali Merza          | 9    | 24   | 38 %  | 6  | 1,5  |
| 7     | Mohamed Merza      | 7    | 9    | 78 %  | 6  | 1,2  |
| 8     | Ali Eid            | 5    | 6    | 83 %  | 3  | 1,7  |
| 9     | Ali Salman         | 4    | 6    | 67 %  | 3  | 1,3  |
| 10    | Jasim Al-Salatna   | 4    | 6    | 67 %  | 6  | 0,7  |
| 11    | Ahmed Al-Maqabi    | 4    | 10   | 40 %  | 4  | 1    |
| 12    | Mohamed Habib      | 3    | 3    | 100 % | 2  | 1,5  |
| 13    | Hasan Al-Fardan    | 3    | 5    | 60 %  | 5  | 0,6  |
| 14    | Hasan Al-Samahiji  | 2    | 4    | 50 %  | 5  | 0,4  |
| 15    | Qasim Qambar       | 2    | 4    | 50 %  | 6  | 0,3  |
| 16    | Mohamed Abdulrehda | 1    | 3    | 33 %  | 6  | 0,2  |
| Total | Total              | 141  | 256  | 55 %  | 6  | 23,5 |

### Gardiens de but
| N°    | Nom                 | %    | Arrêts | Tirs | MJ | Moy. |
| ----- | ------------------- | ---- | ------ | ---- | -- | ---- |
| 1     | Mohamed Abdulhusain | 24 % | 48     | 202  | 6  | 8    |
| 2     | Qasim Alshuwaikh    | 29 % | 5      | 17   | 6  | 0,8  |
| Total | Total               | 24 % | 53     | 223  | 6  | 8,8  |